# 阿法甲基硫代芬太尼
阿法甲基硫代芬太尼（学名：α-methyl-thiofentanyl）是一种阿片类止痛药，药效类似于芬太尼（fentanyl）。
阿法甲基硫代芬太尼最初出现于1980年的美国黑市 ，其药效类似于芬太尼，产生瘙痒、头晕和可能的严重性呼吸抑制障碍。它被列入中国《麻醉药品品种目录》。